# Јевгениј Корољов
Јевгениј Корољов (рус. Евгений Королёв; рођен 14. фебруара 1988. године у Москви, Руска СФСР) је бивши руски професионални тенисер са држављанством Казахстана. Најбољи пласман у синглу остварио је 22. фебруара 2010. када је заузимао 46. место на АТП листи.

## АТП финала

### Појединачно: 1 (0–1)
| Легенда                        |
| ------------------------------ |
| Гренд слем турнири (0–0)       |
| Завршно првенство сезоне (0–0) |
| АТП мастерс 1000 (0–0)         |
| АТП 500 (0–0)                  |
| АТП 250 (0–1)                  |

| Финала по подлози |
| ----------------- |
| Тврда (0–1)       |
| Шљака (0–0)       |
| Трава (0–0)       |

| Финала по локацији |
| ------------------ |
| Отворено (0–1)     |
| Дворана (0–0)      |

| Исход     | Бр. | Датум         | Турнир          | Подлога | Противник | Резултат |
| --------- | --- | ------------- | --------------- | ------- | --------- | -------- |
| Финалиста | 1.  | 1. март 2009. | Делреј Бич, САД | Тврда   | Марди Фиш | 5–7, 3–6 |